# Чемпіонат світу з трекових велоперегонів 1896
Чемпіонат світу з трекових велоперегонів 1896 пройшов 15-17 серпня 1896 року в Копенгагені, Данія. Змагання проводилися у двох дисциплінах — спринті та гонці за лідером для аматорів та для професіоналів окремо.

## Медалісти

### Чоловіки
Професіонали
| Дисципліна       | Золото               | Срібло       | Бронза        |
| Спринт           | Поль Бурільйон       | Чарлі Барден | Едмонд Жаклін |
| Гонка за лідером | Артур Адальберт Чейз | Джек Стокс   | Франц Гергер  |

Аматори
| Дисципліна       | Золото           | Срібло         | Бронза         |
| Спринт           | Гаррі Рейнольдс  | Едвін Шрадер   | Шарль Ґільоме  |
| Гонка за лідером | Фернанд Понскарм | Михайло Дьяков | Андреас Хансен |

## Загальний медальний залік
| Місце  | Країна            | Золото | Срібло | Бронза | Загалом |
| ------ | ----------------- | ------ | ------ | ------ | ------- |
| 1      | Франція           | 2      |        | 2      | 4       |
| 2      | Велика Британія   | 1      | 2      |        | 3       |
| 3      | Ірландія          | 1      |        |        | 1       |
| 4      | Данія             |        | 1      | 1      | 2       |
| 5      | Російська імперія |        | 1      |        | 1       |
| 6      | Австро-Угорщина   |        |        | 1      | 1       |
| Всього | Всього            | 4      | 4      | 4      | 12      |